# Sandro Munari
Sandro Munari (rođen 27. ožujka 1940.) je bivši talijanski vozač reli utrka, pobjednik FIA Kupa za vozače 1977. godine.
Munari se natjecao na utrkama Svjetskog prvensta u reliju (WRC) od 1973. do 1984. godine. Nastupio je na 36 WRC reli utrke, na 7 je pobijedio, dok je 14 utrka završio na podiju. Najuspješnija sezona mu je bila 1977. kada je ovojio Kup za vozače, preteču današnje titule Svjetskog prvaka u reliju, vozeći autmobil Lancia Stratos.